# Nesselfarne
Die Familie der Nesselfarne (Plumulariidae) sind federartige, zwischen 5 und 50 Zentimeter hoch werdende Hydrozoen. Viele nesseln sehr stark. Einige Arten leben in Symbiose mit Zooxanthellen.

## Systematik
Die hier angegebene Systematik folgt den Angaben des Hydrozoa Directory.
- Dentitheca Stechow, 1920
- Nemertesia Lamouroux, 1812
- Plumularia Lamarck, 1816
- Polyplumaria Sars, 1874
- Pseudoplumaria F. Ramil & W. Vervoort, 1992
- Sibogella Billard, 1911